# Optimističeskaja tragedija
Optimističeskaja tragedija (Оптимистическая трагедия) è un film del 1963 diretto da Samson Iosifovič Samsonov.